# Delio Onnis
Delio Onnis (Giuliano di Roma, 24 maart 1948) is een voormalig Argentijns profvoetballer en voetbaltrainer. Hij is de topscorer aller tijden van de Franse Ligue 1 met 299 doelpunten. Daarnaast is hij met 223 doelpunten de meest productieve speler uit de clubgeschiedenis van AS Monaco.

## Biografie
Onnis werd op 24 maart 1948 geboren in een klein dorpje op ongeveer tachtig kilometer afstand van Rome. De eerste twee jaar en acht maanden van zijn leven bracht hij in Italië door totdat zijn familie besloot naar Argentinië te verhuizen. In het Zuid-Amerikaanse land naturaliseerde Onnis tot Argentijn maar hij behield zijn Italiaanse nationaliteit. Zijn voetbalcarrière begon hij bij Almagro in Buenos Aires. In 1968 verhuisde hij naar Gimnasia. Daar maakte hij in 1970 deel uit van het succesvolle elftal met de bijnaam "La Barredora" dat als tweede in het Campeonato Nacional eindigde.
In 1971 verhuisde Onnis per toeval naar Europa toen de voorzitter van het Franse Stade Reims hem opmerkte. De voorzitter was naar Argentinië gekomen om een spits van Rosario Central te contracteren maar raakte tijdens zijn verblijf in Zuid-Amerika ook overtuigd van Onnis zijn kwaliteiten. Bij Reims scoorde Onnis in twee seizoenen tijd 39 doelpunten en met dit aantal dwong hij een transfer naar AS Monaco af.
Ondanks dat Onnis geen spits van wereldklasse was, had hij wel een instinct voor de goal. In zes seizoenen scoorde hij 223 doelpunten voor AS Monaco, waarmee hij de meest trefzekere voetballer uit de clubgeschiedenis werd. Met het grote aantal treffers had hij een substantieel aandeel in het behalen van de Franse landstitel in 1978 en de Coupe de France in 1980. Daarnaast werd Onnis tijdens zijn verblijf bij Monaco tweemaal topscorer van de Ligue 1 (1975 en 1980), eenmaal van de Ligue 2 (1977) en eindigde hij driemaal op de tweede plaats in het topscorersklassement.
Ondanks zijn trefzekerheid werd Onnis, evenals de in Frankrijk zeer succesvolle Argentijn Carlos Bianchi, niet opgeroepen voor het WK 1978 in eigen land.
In 1980 promoveerde FC Tours voor de eerste maal naar de Ligue 1. Om op het hoogste niveau goed beslagen ten ijs te komen, wilde de club haar voorhoede graag versterken met Onnis. Ondanks dat de spits destijds bij een van de beste clubs in de competitie zat, besloot hij op het aanbod van de nieuwkomer in te gaan. In de drie jaar die Onnis bij Tours doorbracht, bereikte de club tweemaal de halve finale van de Coup de France en scoorde de spits 64 doelpunten, waarmee hij opnieuw twee keer topscorer van de competitie werd. In 1983 degradeerde de club echter, waarna Onnis besloot zijn heil elders te zoeken. De spits vertrok naar SC Toulon waar hij nog eenmaal topscorer van de Ligue 1 werd. Na drie jaar aan de Côte d'Azur te hebben gevoetbald, besloot hij in 1986 een punt achter zijn loopbaan te zetten.  
In totaal speelde Onnis 449 wedstrijden in de Ligue 1 waarin hij 299 keer het net vond.

## Erelijst
Met AS Monaco:
- Ligue 2: 1976/77
- Ligue 1: 1977/78
- Coupe de France: 1979/80

Persoonlijke prijzen:
- Topscorer Ligue 1: 1974/75, 1979/80, 1980/81, 1981/82, 1983/84 (tweede in 1975/76, 1977/78, 1978/79)
- Zilveren schoen: 1974/75, 1981/82
- Topscorer Ligue 2: 1976/77